# مارهانيتس
مارهانيتس هي مدينة من مدن أوكرانيا. يبلغ عدد سكانها 48345 نسمة وذلك حسب إحصائيات سنة 2014. يبلغ ارتفاع المدينة عن سطح البحر قرابة 30 متر. تبلغ مساحتها 37 كم².